# Tercera Federación (Grupo I)
El Grupo I de la Tercera Federación española de fútbol es el grupo autonómico gallego de dicha categoría; constituye el quinto nivel de competición del sistema de liga en Galicia. La primera temporada disputada con un grupo autonómico fue la 1943-44, sin embargo, el sistema actual fue establecido en la temporada 1980-81.
El Grupo I es el heredero de su homónimo desde 2021 del Grupo I de Tercera División, que se creó en el año 1980.

## Sistema de competición
El Grupo I de Tercera División RFEF estuvo integrado por 16 clubes, y a partir de la temporada 2023-24, por 18.
El sistema de competición es el mismo que en el resto de categorías de la Liga. Se disputa anualmente, empezando a finales del mes de agosto o principios de septiembre, y concluye en el mes de mayo o junio del siguiente año.
Los equipos del grupo se enfrentan todos contra todos en dos ocasiones, una en campo propio y otra en campo contrario. El orden de los encuentros se decide por sorteo antes de empezar la competición. El ganador de un partido obtiene tres puntos, el perdedor no suma ninguno y, en caso de un empate, se reparte un punto para cada equipo.
Al término de la temporada, el primer clasificado (excluyendo a los equipos filiales) se clasifica para disputar la siguiente edición de la Copa del Rey. También lo hace el segundo clasificado si está entre los mejores segundos de todos los grupos.

### Ascenso a Segunda División RFEF
Una vez finalizada la temporada regular, el primer clasificado se proclama campeón y asciende directamente a Segunda División RFEF, mientras que los clasificados entre el segundo y el quinto lugar disputan un playoff territorial de dos rondas a ida y vuelta para decidir una plaza que da acceso a la Promoción de ascenso a Segunda División RFEF. Esta promoción consta de una ronda de eliminación directa a ida y vuelta en la que el vencedor asciende de categoría.

### Descenso a Preferente Galicia
Al término de la temporada los cuatro últimos clasificados descienden directamente a Preferente Galicia. Existe la posibilidad de que desciendan además tantos equipos a Preferente Galicia, como equipos de Galicia que desciendan de la Segunda División RFEF a Tercera División RFEF. Estos descensos adicionales se conocen popularmente como "descensos por arrastre". También puede ocurrir que el equipo del grupo clasificado para el playoff logre el ascenso a la Segunda División RFEF, en cuyo caso ascendería a Tercera División RFEF un conjunto extra de Preferente Galicia o descendería un equipo menos de Tercera División RFEF a Preferente Galicia, siempre que lo hubiera hecho como consecuencia sobrevenida de un descenso de Segunda División RFEF a Tercera División RFEF.

### Equipos filiales
Los equipos filiales pueden participar en Tercera División RFEF si sus primeros equipos compiten en una categoría superior de la Liga —Primera División, Segunda División, Primera División RFEF o Segunda División RFEF—. Los filiales y sus respectivos primeros equipos no pueden competir en la misma categoría; por ello, si un equipo desciende a Segunda División RFEF y su filial queda primero o gana los playoff de ascenso a esta categoría, deberá quedarse obligatoriamente en Tercera División RFEF. Del mismo modo, un filial que se haya clasificado para la fase de ascenso a Segunda División RFEF no puede disputarla si el primer equipo milita en dicha categoría. En este caso, lo sustituye el sexto clasificado. Esto no será así si el primer equipo milita en Segunda División RFEF, pero se clasifica para la fase de ascenso a Primera División RFEF.

## Equipos participantes
La Tercera Federación 2021-22 fue disputada por los siguientes equipos:

La Tercera Federación 2022-23 fue disputada por los siguientes equipos:
La Tercera Federación 2023-24 fue disputada por los siguientes equipos:
La Tercera Federación 2024-25 fue disputada por los siguientes equipos:

## Clasificación histórica
Actualizado=28 de julio de 2025
| Pos | ban                | Equipo                           | Temp | Ptos | PJ  | PG | PE | PP | GF  | GC  | DG  | Cam | Sub | Pro | Asc |
| --- | ------------------ | -------------------------------- | ---- | ---- | --- | -- | -- | -- | --- | --- | --- | --- | --- | --- | --- |
| 1   | Bandera de Galicia | U. D. Somozas                    | 5    | 188  | 130 | 52 | 32 | 46 | 154 | 149 | 5   | 0   | 0   | 1   | 0   |
| 2   | Bandera de Galicia | C. D. Estradense                 | 5    | 188  | 130 | 52 | 32 | 46 | 152 | 147 | 5   | 0   | 1   | 1   | 0   |
| 3   | Bandera de Galicia | Alondras C. F.                   | 5    | 177  | 130 | 44 | 45 | 41 | 147 | 134 | 13  | 0   | 0   | 0   | 0   |
| 4   | Bandera de Galicia | U. D. Ourense                    | 3    | 174  | 98  | 47 | 33 | 18 | 139 | 84  | 55  | 1   | 0   | 2   | 1   |
| 5   | Bandera de Galicia | Arosa S. C.                      | 4    | 171  | 98  | 46 | 33 | 19 | 142 | 95  | 47  | 0   | 1   | 2   | 0   |
| 6   | Bandera de Galicia | Silva S. D.                      | 5    | 158  | 130 | 41 | 35 | 54 | 147 | 160 | -13 | 0   | 0   | 0   | 0   |
| 7   | Bandera de Galicia | Polvorín F. C.                   | 4    | 156  | 100 | 43 | 27 | 30 | 129 | 102 | 27  | 1   | 0   | 0   | 1   |
| 8   | Bandera de Galicia | Viveiro C. F.                    | 5    | 156  | 130 | 40 | 36 | 54 | 147 | 173 | -26 | 0   | 0   | 0   | 0   |
| 9   | Bandera de Galicia | C. Rápido de Bouzas              | 3    | 149  | 96  | 37 | 38 | 21 | 116 | 90  | 26  | 0   | 0   | 2   | 0   |
| 10  | Bandera de Galicia | R. C. Celta C-Gran Peña          | 4    | 139  | 98  | 34 | 37 | 27 | 139 | 118 | 21  | 0   | 1   | 0   | 1   |
| 11  | Bandera de Galicia | R. C. Villalbés                  | 4    | 132  | 96  | 58 | 35 | 27 | 89  | 87  | 2   | 0   | 0   | 2   | 0   |
| 12  | Bandera de Galicia | Club Atlético Arteixo            | 4    | 126  | 98  | 31 | 33 | 34 | 123 | 125 | 0   | 0   | 0   | 0   | 0   |
| 13  | Bandera de Galicia | R. C. Deportivo Fabril           | 2    | 114  | 62  | 32 | 18 | 12 | 96  | 41  | 55  | 1   | 0   | 1   | 1   |
| 14  | Bandera de Galicia | S. D. Sarriana                   | 2    | 110  | 68  | 32 | 14 | 22 | 95  | 72  | 23  | 0   | 0   | 2   | 1   |
| 15  | Bandera de Galicia | C. S. D. Arzúa                   | 3    | 87   | 96  | 21 | 24 | 51 | 81  | 149 | -68 | 0   | 0   | 0   | 0   |
| 16  | Bandera de Galicia | C. D. Barco                      | 3    | 85   | 62  | 23 | 16 | 23 | 76  | 75  | 1   | 0   | 0   | 1   | 0   |
| 17  | Bandera de Galicia | C. F. Noia                       | 3    | 84   | 66  | 21 | 21 | 24 | 72  | 80  | -8  | 0   | 0   | 0   | 0   |
| 18  | Bandera de Galicia | U. D. Barbadás                   | 3    | 81   | 68  | 20 | 21 | 27 | 62  | 79  | -17 | 0   | 0   | 0   | 0   |
| 19  | Bandera de Galicia | U. D. Paiosaco                   | 2    | 78   | 64  | 21 | 15 | 28 | 61  | 84  | -2  | 30  | 0   | 0   | 0   |
| 20  | Bandera de Galicia | Bergantiños F. C.                | 1    | 73   | 34  | 21 | 10 | 3  | 49  | 19  | 30  | 1   | 0   | 0   | 1   |
| 21  | Bandera de Galicia | Betanzos C. F.                   | 2    | 68   | 68  | 16 | 20 | 32 | 64  | 82  | -18 | 0   | 0   | 0   | 0   |
| 22  | Bandera de Galicia | Ourense C. F.                    | 1    | 67   | 32  | 19 | 10 | 3  | 48  | 21  | 27  | 0   | 1   | 1   | 1   |
| 23  | Bandera de Galicia | C. D. Choco                      | 2    | 50   | 62  | 11 | 17 | 34 | 59  | 95  | -36 | 0   | 0   | 0   | 0   |
| 24  | Bandera de Galicia | C. D. Boiro                      | 2    | 44   | 34  | 11 | 11 | 12 | 40  | 39  | 1   | 0   | 0   | 0   | 0   |
| 25  | Bandera de Galicia | C. D. Valladares                 | 1    | 37   | 34  | 8  | 13 | 13 | 33  | 52  | -19 | 0   | 0   | 0   | 0   |
| 26  | Bandera de Galicia | Villalonga F. C.                 | 1    | 36   | 34  | 10 | 6  | 18 | 32  | 51  | -19 | 0   | 0   | 0   | 0   |
| 27  | Bandera de Galicia | S. D. Juvenil de Ponteareas      | 1    | 28   | 32  | 7  | 7  | 18 | 25  | 43  | -18 | 0   | 0   | 0   | 0   |
| 25  | Bandera de Galicia | Pontevedra C. F. "B"             | 1    | 26   | 34  | 7  | 5  | 22 | 27  | 65  | -38 | 0   | 0   | 0   | 0   |
| 26  | Bandera de Galicia | Atlético Arnoia                  | 1    | 22   | 32  | 4  | 10 | 18 | 25  | 54  | -29 | 0   | 0   | 0   | 0   |
| 27  | Bandera de Galicia | S. D. Sofán                      | 1    | 17   | 32  | 4  | 5  | 23 | 29  | 68  | -39 | 0   | 0   | 0   | 0   |
| 28  | Bandera de Galicia | Atlético Coruña Montañeros C. F. | 1    | 0    | 0   | 0  | 0  | 0  | 0   | 0   | 0   | 0   | 0   | 0   | 0   |
| 29  | Bandera de Galicia | C. Juventud Cambados             | 1    | 0    | 0   | 0  | 0  | 0  | 0   | 0   | 0   | 0   | 0   | 0   | 0   |
| 30  | Bandera de Galicia | Céltiga F. C.                    | 1    | 0    | 0   | 0  | 0  | 0  | 0   | 0   | 0   | 0   | 0   | 0   | 0   |

## Palmarés
Nota: indicados en negrita los clubes que continúan en activo así como las temporadas en las que también consiguió el ascenso a Tercera División.
| Club                   | Títulos | Años    |
| ---------------------- | ------- | ------- |
| Polvorín F. C.         | 1       | 2021-22 |
| R. C. Deportivo Fabril | 1       | 2022-23 |
| Bergantiños F. C.      | 1       | 2023-24 |
| U. D. Ourense          | 1       | 2024-25 |

### Por temporada
| Temporada | Campeón                | Subcampeón               | Tercero             | Cuarto           | Quinto                 |
| --------- | ---------------------- | ------------------------ | ------------------- | ---------------- | ---------------------- |
| 2021-22   | Polvorín F. C.         | Ourense C. F.            | U. D. Somozas       | C. D. Barco      | R. C. Deportivo Fabril |
| 2022-23   | R. C. Deportivo Fabril | Arosa S. C.              | C. Rápido de Bouzas | R. C. Villalbés  | U. D. Ourense          |
| 2023-24   | Bergantiños F. C.      | R. C. Celta C-Gran Peña' | Arosa S. C.         | U. D. Ourense    | S. D. Sarriana         |
| 2024-25   | U. D. Ourense          | C. D. Estradense         | S. D. Sarriana      | Racing Villalbés | C. F. Noia             |